# Голубые озёра (Калининградская область)
Голубы́е озёра — группа озёр в Калининградской области, к юго-западу от города Калининграда. Самое крупное — озеро Форелевое, длиной более 1700 м.

## История
Озёра образовались в результате затопления песчаных карьеров, разрабатываемых с начала XX века. Одно из озёр — является водозаборным, в нём осуществляется водозабор для нужд посёлка Прибрежный, а именно для технических нужд поселкообразующего завода ЖБИ. В остальных озёрах разрешено купание и рыбная ловля.

## География
Озёра отделены от Калининградского залива неширокой дамбой до 15 м в поперечнике. До озёр можно добраться, пользуясь транспортом, курсирующим по Мамоновскому шоссе, улице Суворова, а также в посёлок Прибрежный. Толщина льда — до полуметра.

## Фауна и экология
В озёрах водится несколько видов рыб, в том числе окунь. Экологическая ситуация на озёрах оставляет желать лучшего. Несмотря на это, озёра являются любимым местом отдыха горожан. Озёра окаймляют песчаные пляжи. В 2010 году Роспотребнадзор запретил купание на озёрах из-за наличия в воде озёр вирусов-возбудителей энтеровирусной инфекции.